# Морозов, Александр Ильич
Алекса́ндр Ильи́ч Моро́зов (24 ноября 1941, Сталинабад — 5 августа 2010) — советский и российский искусствовед, куратор; специалист по советскому изобразительному искусству. Доктор искусствоведения (1990), профессор (1993), заслуженный деятель искусств Российской Федерации (2002), Действительный член Российской академии художеств (2007).
Заместитель директора по научной части Государственной Третьяковской галереи (с 2001). Главный редактор издательства «Галарт». Заведующий кафедрой истории русского искусства исторического факультета МГУ.
Член Московского Союза художников, Международной Конфедерации союзов художников. Один из организаторов и председатель Ассоциации искусствоведов (1991). Член Московской Городской Комиссии по монументальному искусству (1999—2007).

## Биография
В 1964 году окончил отделение истории искусства исторического факультета МГУ им. М. В. Ломоносова. Научный руководитель — Г. А. Недошивин. В 1969 году защитил кандидатскую, в 1989 году — докторскую диссертацию.
Морозов известен как пропагандист сурового стиля и «молодёжного искусства» 1960—80-х, а также критикой Академии художеств в 1970—80-е годы и актуального российского искусства 1990-х годов.
В качестве эксперта был привлечён к судебному процессу по делу Авдея Тер-Оганьяна. В своем заключении пришел к выводу, что действия Тер-Оганьяна являются «примитивной имитацией отдельных моментов практики авангардизма», а не искусством.
Выступил с критикой новой экспозиции отечественного искусства XX века в Третьяковской галерее в 2009 году.
В 2011 году в честь 70-летия Морозова в РАХ была проведена научная конференция «Морозовские чтения».
Умер 5 августа 2010 года. Прах захоронен в колумбарии на Ваганьковском кладбище Москвы.

## Выставочные проекты
Куратор ряда выставок, в том числе:
- Молодёжные выставки. Москва, 1970—1990 гг.
- В. Апухтина, О. Булгакова, М. Талашенко. — ЦДХ, 1999.
- Экспозиция раздела отечественного искусства XX века. — ГТГ, 2002—2003.
- Московская абстракция. Вторая половина XX века. — ГТГ, 2003[10].
- In the Russian Tradition: A Historic Collection of 20th-Century Russian Paintings (В традициях русского искусства: Историческая коллекция русской живописи XX века). Вашингтон, Смитсоновский институт, 15.12.2004—10.04.2005. Сокураторы: Н. А. Александрова (ГТГ), Музей русского искусства («TMORA», США)[11][12].
- Ольга Булгакова, Александр Ситников: Физика времени. — ЦДХ, 2005 (Проект АИС).

## Избранные труды
- Искусство политического плаката и его проблемы // Очерки современного советского искусства: Сборник статей по архитектуре, живописи, графике и прикладному искусству / ВНИИ искусствознания М-ва культуры СССР. — М.: Наука, 1975. — С.165—174.
- Творчество молодых: Очерки творчества молодых советских художников. — М.: Знание, 1976. — 64 с.
- Татьяна Назаренко. — М.: Советский художник, 1978 (Серия: Новые имена). — 56 с.
- Советская живопись 70-х: некоторые грани развития. — М.: Знание, 1979 (Серия: Новое в жизни, науке, технике: Искусство. — № 8). — 56 с.: ил.
- В соавт. с: Ягодовская А. Т. Живопись // Очерки истории советского искусства: Архитектура. Живопись. Скульптура. Графика / Отв. ред. Поспелов Г. Г. — М.: Советский художник, 1980 (Серия: В помощь народным университетам культуры). — 263 с.
- Художник и мир личности: Творческие проблемы современной советской портретной живописи. — М.: Советский художник, 1981. — 167 с.
- Александр Васильев. Живопись: Альбом. — М.: Советский художник, 1984. — 174 с.
- Поколения молодых: Живопись советских художников 1960-х — 1980-х гг. — М.: Советский художник, 1989 (Серия: Искусство: проблемы, история, практика). — 252,[3] с.: ил. — ISBN 5-269-00092-X
- The Art of Glasnost // Twentieth (20th) Century Russian art: The avant-garde years, the glasnost years (Curated by the Russian Cultural Foundation). — New York: Nassau County Museum of Art, 1992.
- Конец утопии: Из истории искусства в СССР 1930-х гг. — М.: Галарт, 1995. — 218, [5] с., [32] л. ил. — ISBN 5-269-00902-1
- Неизвестный Кончаловский // Неизвестный Кончаловский: Живопись из собрания семьи художника, частных коллекций и ГМИИ им. А. С. Пушкина: к 125-летию со дня рождения художника / Авт.-сост. Н. Б. Автономова, А. Г. Луканова. — М.: Axiom graphic, 2002. — ISBN 5-89189-002-X (rel.); — ISBN 78-5-89189-002-2 (rel.)
- Socialist realism: Factory of the new man // Traumenfabrik Kommunismus: Die visuelle kultur der Stalinzeit / Hrsg. Boris Groys, Max Hollein[англ.]. — Frankfurt: Hatje Cantz Verlag, 2003. — ISBN 9783775713283
- Соцреализм и реализм. — М.: Галарт, 2007. — 271 с. : цв. ил. — ISBN 978-5-269-01051-9
- Моя современность. — М.: Галарт, 2011. — 114 с. — ISBN 978-5-269-01126-4

Автор множества статей в журналах, в том числе: Творчество, Искусство, Вопросы искусствознания, Новая Россия, Русская галерея: иллюстрированный журнал по искусству / Государственная Третьяковская галерея, в художественных каталогах.